# Tidworth
Tidworth este o localitate din sud-vestul comitatului Wiltshire, Marea Britanie. Ea este localizată de-a lungul autustrăzii A338 și în apropiere de autostrada A303. Populația ei este de 9.500 de locuitori.